# Nuestras madres
Nuestras madres (internationale titel: Our Mothers) is een Belgisch-Frans-Guatemalteekse film uit 2019, geschreven en geregisseerd door César Díaz.

## Verhaal
Terwijl in Guatemala een rechtszaak bezig is tegen de soldaten die de burgeroorlog veroorzaakten, probeert de jonge antropoloog Ernesto vermiste personen te identificeren. Hij is tevens op zoek naar zijn vader, een guerrillero die tijdens de oorlog vermist geraakte.

## Rolverdeling
| Acteur          | Personage |
| --------------- | --------- |
| Emma Dib        | Cristina  |
| Armando Espitia | Ernesto   |
| Aurelia Caal    |           |

## Productie
Nuestras madres ging op 21 mei 2019 in première op het filmfestival van Cannes in de Semaine de la critique-competitie en werd bekroond met de Prix SACD en de Caméra d'or voor beste debuutfilm.
De film werd geselecteerd als Belgische inzending voor de beste niet-Engelstalige film voor de 91ste Oscaruitreiking maar werd niet genomineerd. 

## Prijzen en nominaties
De belangrijkste:
| Jaar | Prijs                     | Categorie                        | Genomineerde(n)                          | Uitslag     |
| ---- | ------------------------- | -------------------------------- | ---------------------------------------- | ----------- |
| 2020 | Magritte du cinéma        | Beste film                       | César Díaz                               | Genomineerd |
| 2020 | Magritte du cinéma        | Beste regie                      | César Díaz                               | Genomineerd |
| 2020 | Magritte du cinéma        | Beste scenario                   | César Díaz                               | Genomineerd |
| 2020 | Magritte du cinéma        | Beste cinematografie             | Virginie Surdej                          | Genomineerd |
| 2020 | Magritte du cinéma        | Beste geluid                     | Emmanuel de Boissieu en Vincent Nouaille | Genomineerd |
| 2020 | Magritte du cinéma        | Beste debuutfilm                 | César Díaz                               | Gewonnen    |
| 2019 | Filmfestival van Cannes   | Semaine de la critique Prix SACD | César Díaz                               | Gewonnen    |
| 2019 | Filmfestival van Cannes   | Caméra d'or                      | César Díaz                               | Gewonnen    |
| 2019 | André Cavensprijs         | André Cavensprijs                | César Díaz                               | Gewonnen    |
| 2019 | Filmfestival van Oostende | Beste cinematografie             | Virginie Surdej                          | Gewonnen    |